# Gyökérrágólepke-félék
A gyökérrágólepke-félék (Hepialidae) a valódi lepkék alrendjébe tartozó Exoporia alrendág Hepialoidea öregcsaládjának egyik családja. Nagy termetű lepkék (szárnyaik fesztávolsága több centiméter), ezért a régebbi rendszertanokban a nagylepkék (Macrolepidoptera) csoportjában szerepeltették, de később a molylepkék (Microlepidoptera) alrendjébe tették át őket őket.

## Származásuk, elterjedésük
A legtöbb (mintegy 300) fajuk a trópusokon él (Mészáros, 2005); Magyarországon mintegy négy nem összesen hét faja honos (Pastorális, 2011) – a nemek elkülönítése nem egyértelmű.

## Megjelenésük, felépítésük
A két pár szárny megnyúlt, egymáshoz hasonló. Első és hátsó szárnyuk ugyanolyan erezetű – éppen ezért gyökérrágó őslepkéknek is nevezik őket, mivel ezt ősi bélyegnek tekintik.
Az imágók szájszerve rendszerint csökevényes, mivel a lepkék nem táplálkoznak. Csápjuk nagyon rövid.

## Életmódjuk, élőhelyük
Általában a kora esti órákban repülnek. A mesterséges fényforrások a hímeket jobban vonzzák, mint a nőstényeket.
Nevüket onnan kapták, hogy a gyakran polifág hernyók különféle növények gyökerébe rágják be magukat. A gyökérben élnek, és hosszú, csőszerű szövedékben bábozódnak be a földben. Bábjaik nagyon elevenek; képesek gyorsan előre-hátra mozogni.

## Rendszertani felosztásuk
A család több mint 300 fajt számlál, és ezek többsége a trópusokon él. Magyarországon hét fajukat mutatták ki. Fajaikat mintegy hetven nembe sorolják:
- Abantiades
- Achladaeus
- Aepytus
- Aenetus
- Afrotheora
- Andeabatis
- Antihepialus
- Aoraia
- Aplatissa
- Bipectilus
- Blanchardina
- Bordaia
- Calada
- Callipielus
- Cibyra
- Cladoxycanus
- Dalaca
- Dioxycanus
- Druceiella
- Dumbletonius
- Elhamma
- Endoclita,
- Eudalaca
- Fraus
- Gorgopis
- Gymmeloxes
- Hepialiscus
- Hepialus
  - nagy gyökérrágólepke (komlólepke, Hepialus humuli L., 1758)
- Hepialyxodes
- Jeana
- Korscheltellus:
  - balkáni gyökérrágólepke (Korscheltellus amasinus avagy Triodia amasina, illetve Triodia amasinus) Magyarországon védett faj; természetvédelmi értéke: 10 000 Ft,
  - északi gyökérrágólepke (Korscheltellus fusconebulosus avagy Pharmacis fusconebulosus) Magyarországon védett faj; természetvédelmi értéke: 10 000 Ft (a Bükk-vidékről ismert),
  - keleti gyökérrágólepke (Korscheltellus lupulina, Pharmacis lupulina, L., 1758) a Magyar Középhegységben általánosan elterjedt, de például Romániából is ismert;
  - pirosas gyökérrágólepke (Pharmacis carna Denis & Schiffermüller, 1775)
- Lamelliformia
- Leto
- Lossbergiana
- Mallomus
- Napialus
- Neohepialiscus
- Nevina
- Oiophassus
- Oncopera
- Oxycanus
- Palpifer
- Paragorgopis
- Parahepialiscus
- Parapielus
- Pfitzneriana
- Pfitzneriella
- Phassodes
- Phassus
- Phialuse
- Phymatopus
  - aranyló gyökérrágólepke (Phymatopus hecta L., 1758) – az Északi-középhegység több pontjáról gyűjtött faj
- Procharagia
- Prohepialus
- Protohepialus
- Puermytrans
- Roseala
- Sahyadrassus
- Schaefferiana
- Schausiana
- Stachyocera
- Sthenopis
- Thiastyx
- Thitarodes
- Toenga
- Trichophassus
- Trictena
- Triodia
  - kis gyökérrágólepke (Triodia sylvina L., 1761) – a Kárpát-medence gyakori faja. Szárnya fahéjbarna, néha világosabb vagy sötétebb, az első szárnypáron V alakú világos harántsávval. A lepkék nyár végén, ősz elején este repülnek. Hernyóik gazdanövényei között termesztett növények is vannak.
- Trioxycanus
- Wiseana
- Xhoaphryx
- Yleuxas
- Zelotypia
- Zenophassus

## Névváltozatok
- gyökérrágó őslepkék[1]